# 松本美行
松本 美行（まつもと よしゆき、1901年〈明治34年〉 - 没年不明）は、日本の実業家、政治家。

## 経歴
島根県松江市生まれ。1925年、京都帝国大学経済学部を卒業。山陰合同銀行参与、山陰貯蓄銀行頭取、松江市議会議長、島根県松江市教育委員会委員長などをつとめた。

## 人物
趣味は読書。宗教は禅宗。住所は松江市寺町。

## 家族・親族
松本家
- 養父・龔三（1860年 - ?、質商、山陰貯蓄銀行頭取）[4]
- 妻・嘉女子（鳥取、野坂茂三郎の三女）[2][4]
- 長女[2][4]
- 長男[2]
- 三女[2]
- 四女[2]

親戚
- 妻の父・野坂茂三郎（衆議院議員、呉服商）
- 妻の兄・野坂寛治（鳥取県米子市長）